# The Little Things Give You Away
The Little Things Give You Away is een nummer van de rockgroep Linkin Park. Het staat als de twaalfde nummer op het derde studioalbum Minutes to Midnight uit 2007.

## Achtergrondinformatie
Het nummer werd geschreven in 2006 en 2007. Het concept werd bedacht door drummer Rob Bourdon, die een drumpatroon verzon en daar is het werd de rest van het nummer omheen gebouwd. Dit patroon is te horen in de brug, voordat de gitaarsolo begint. De vroege versies van het nummer, dat tijdens de productiefase onder de werktitel Drum Song ging, bevatte het nummer zangvocalen van Mike Shinoda, meestal rapt. De teksten werden afgerond nadat de band in kader van het zelfopgerichte Music for Relief New Orleans in de Verenigde Staten opzocht, nadat orkaan Katrina het gebied had getroffen. Shinoda schreef te teksten aan de hand van ervaringen van de mensen vanuit diens perspectief. Na Hands Held High is dit het tweede politiek getint nummer van de band.
Het nummer, het langste dat de band ooit schreef, heeft een lengte van meer dan zes minuten. Tijdens live-uitvoeringen wordt soms een piano-intro gespeeld door Mike Shinoda, waardoor het nummer over de acht-minutengrens kan gaan.
De band heeft meerdere malen duidelijk gemaakt dat zij dit het beste nummer van het album vinden. Leadzanger Chester Bennington beschreef het nummer als "een episch nummer, maar ook delicate in veel opzichten. Er is een geweldige akoestische gitaarriff en de woorden zeggen veel. Ik denk dat het mensen op een manier zal raken dat Linkin Park nog nooit heeft gedaan." Gitarist Brad Delson noemde het nummer "de grootste statement dat zij ooit maakten. Het meest effectieve is de gitaarsolo". Shinoda haakte op Delson in door te zeggen dat Delson niet graag soleert omdat hij niet graag opschept, maar dat toen hij de solo opnam, het een van de meest emotionele momenten was die zij opnamen.
Dit is de eerste keer dat Farrell een deel van de leadvocalen voor zijn rekening neemt. Op Hands Held High zong hij als achtergrondzanger. Ook speelt Delson voor het eerst gitaarsolo's op het album. Dit is de vierde solo op het album en zou deze solo oorspronkelijk het e-bow-effect bevatten. De gitarist had echter moeite dit voor elkaar te krijgen en gebruikte het effect op No More Sorrow.

## Muzikale opbouw
The Little Things Give You Away begint akoestisch, maar bouwt op tot een climax door zich de toevoeging van meerdere lagen instrumenten. Het nummer begint met Shinoda op de akoestische gitaar en een bewerkte drumsample gevolgd door het eerste couplet met de vocalen van Bennington. Na het refrein volgt het tweede couplet waar gitarist Brad Delson op de elektrische gitaar dezelfde noten speelt als Shinoda, met ondersteuning van de basgitaar van Dave Farrell. Na het tweede refrein volgt een korte break waarin opgebouwd wordt naar de gitaarsolo van Delson in de brug. Na deze brug begint de climax, waarin Bennington met lange halen de woorden "ooh" en "aah" zingt. Naast zijn vocalen zijn er twee ritmische gitaren, een gedeelte van Delson's eerdere solo, snaarinstrumenten, pianospel en basspel. Ook zingt Shinoda "all you've ever wanted, is someone to truly look up to you" en zingt bassist Farrell de titel.

## Tracklist
Alle muziek en teksten zijn geschreven door Linkin Park. 
| Nr. | Titel                           | Duur  |
| --- | ------------------------------- | ----- |
| 1.  | The Little Things Give You Away | 06:23 |

## Medewerkers
Linkin Park
- Chester Bennington: vocalen
- Rob Bourdon: drum, percussie
- Brad Delson: leadgitaar
- Joseph Hahn: programmering, sampling
- Phoenix: basgitaar
- Mike Shinoda: ritmisch gitarist, keyboards, akoestische gitaar, achtergrondvocalen, producer

Productie
- Productie door Rick Rubin en Mike Shinoda
- Engineer: Andrew Scheps, Ethan Mates en Dana Nielsen, assistent engineer: Phillip Broussard, Jr.
- Studioproductie coördinator: Stephanie Ludoor, albumproductie coördinator: Lindsay Chase
- Opgenomen in The Mansion in Laurel Canyon en de NRG Studios, gemixt in de Paramount Studios
- Gemixt door Neal Avron
- Protoolsengineer: Erich Talaba
- Gemasterd door Dave Collins at Collins Audio, Brian "Big Bass" Gardner
- A&R: Tom Whalley, A&R-coördinatie: Liza Joseph & Trish Evangelista
- Opname: Dylan Ely, Ken "Pooch" van Druten

Emily Armstrong · Chester Bennington · Rob Bourdon · Colin Brittain · Brad Delson 
Dave Farrell · Joe Hahn · Scott Koziol · Mike Shinoda · Mark Wakefield